# Леви для ягнят
«Леви для ягнят» (англ. Lions for Lambs) — фільм режисера Роберта Редфорда. В Північній Америці картина вийшла 9 листопада 2007. Фільм є першим досвідом співпраці Тома Круза з компанією United Artists.

## Зміст
В один час в цьому світі розгортається декілька історій: 1) Сенатор з Капітолійського пагорба захищає свою позицію відносно кризи американської кампанії в Афганістані від пресингу настирливого журналіста, який зробив собі ім'я на цій війні. 2) Професор, який викладає політологію, намагається переконати студента, що подає гарні надії, не кидати навчання, приводячи в приклад двох колишніх студентів, які пішли в армію. 3) Зовсім випадково ці два студенти зараз перебувають в Афганістані під вогнем талібів.

## Ролі
| Актор          | Роль                     |
| -------------- | ------------------------ |
| Роберт Редфорд | Стівен Меллі (професор)  |
| Меріл Стріп    | Жанін Рот (журналістка)  |
| Том Круз       | Джаспер Ірвінг (сенатор) |
| Ендрю Гарфілд  | Тодд Хейес (студент)     |
| Майкл Пенья    | Ернест Родрігес (солдат) |
| Дерек Люк      | Аріан Фінч (солдат)      |
| Пітер Берг     | підполковник Фалько      |
| Кевін Данн     | редактор АНХ             |

## Знімальна група
- Режисер — Роберт Редфорд
- Сценарист — Меттью Майкл Карнахан
- Продюсер — Меттью Майкл Карнахан, Трейсі Фалко, Ендрю Хауптман, Роберт Редфорд
- Композитор — Марк Ішем

## Касові збори
Під час показу в Україні, що розпочався 8 листопада 2007 року, протягом перших вихідних фільм демонстрували на 23 екранах, що дозволило йому зібрати $50,447 і посісти 6 місце в кінопрокаті того тижня. Фільм піднявся на п'яту сходинку українського кінопрокату наступного тижня, хоч досі демонструвався на 22 екранах і зібрав за ті вихідні ще $15,372. Загалом фільм в кінопрокаті України пробув 6 тижнів і зібрав $92,929, посівши 110 місце серед найбільш касових фільмів 2007 року.